# Бреєшть (Ботошань)
Бреєшть, Бреєшті (рум. Brăești) — село у повіті Ботошані в Румунії. Адміністративний центр комуни Бреєшть.
Село розташоване на відстані 381 км на північ від Бухареста, 19 км на північний захід від Ботошань, 115 км на північний захід від Ясс.

## Населення
За даними перепису населення 2002 року у селі проживала 1361 особа, усі — румуни. Усі жителі села рідною мовою назвали румунську.